# 1769 a tudományban
Az 1769. év a tudományban és a technikában.

## Csillagászat
- Október 7. Cook kapitány felfedezi Új-Zélandot

## Technika
- Nicolas-Joseph Cugnot bemutatja az első gőzhajtású járművet.

## Díjak
- Copley-érem: William Hewson

## Születések
- január 1. – Marie Lachapelle francia nőgyógyász († 1821)
- március 23. - William Smith geológus († 1839)
- március 29. - Friedrich Christian Accum kémikus († 1838)
- április 25. - Marc Isambard Brunel mérnök († 1849)
- augusztus 23. - Georges Cuvier zoológus († 1832)
- szeptember 14. - Alexander von Humboldt természettudós, felfedező († 1859)